# NGC 7064
NGC 7064 је спирална галаксија у сазвежђу Индијанац која се налази на NGC листи објеката дубоког неба.
Деклинација објекта је - 52° 46' 2" а ректасцензија 21h 29m 3,2s. Привидна величина (магнитуда) објекта NGC 7064 износи 12,2 а фотографска магнитуда 12,9. Налази се на удаљености од 11,592 милиона парсека од Сунца. NGC 7064 је још познат и под ознакама ESO 188-9, IRAS 21255-5259, PGC 66836.